# Клан (3. сезона)
Трећа и финална сезона криминалистичко-драмске телевизијске серије Клан емитовала се од 8. до 30. октобра 2022. године на Суперстар ТВ. Трећа сезона се састоји од 8 епизода.

## Радња
Након атентата на новог председника Ђуру Ђорђевића, министар полиције проглашава ванредно стање у земљи и након Бубоновог признања расписује потерницу за свим припадницима Клана и њиховим јатацима.
Како Шоку и Паши бива јасно да основу за потерницу чини Бубонова изјава, паралелно покушавају да сазнају где је Бубон и да га убију.
Неки од ових јатака из страха и присиле одају бандите, па паралелно, бивају хапшени чланови Клана, један по један...

## Епизоде
| Бр. еп. (укупно) | Бр. еп. (у сезони) | Наслов    | Редитељ       | Сценариста                       | Премијера         |
| --- | ------------------ | --------- | ------------- | -------------------------------- | ----------------- |
| 17 | 1                  | Одлука    | Бобан Скерлић | Бобан Скерлић и Кристина Ђуковић | 8. октобар 2022.  |
| Шок и Паша су на врхунцу своје моћи, али им је полиција за петама. Главни проблем је: како се отарасити репова из прошлости? Али сада постоји и главна мета ка том циљу...                                 |                    |           |               |                                  |                   |
| 18 | 2                  | Снајпер   | Бобан Скерлић | Бобан Скерлић и Кристина Ђуковић | 9. октобар 2022.  |
| Kлан који воде Шок и Паша планира да се ослободи главног политичког играча. Полиција има свој адут: заштићеног сведока који постаје веома користан...                                                      |                    |           |               |                                  |                   |
| 19 | 3                  | Потерница | Бобан Скерлић | Бобан Скерлић и Кристина Ђуковић | 15. октобар 2022. |
| Сви припадници клана су под огромним притиском како да се носе са новонасталом ситуацијом. Неки су ошамућени и збуњени, док други користе прилику да се брзо организују и сакрију од полицијске потраге... |                    |           |               |                                  |                   |
| 20 | 4                  | Ванредно  | Бобан Скерлић | Бобан Скерлић и Кристина Ђуковић | 16. октобар 2022. |
| Већина припадника клана окарактерисана је као тражена од стране полиције. Чланови се крију на различитим локацијама, а полиција ради даноноћно како би их све ухватила...                                  |                    |           |               |                                  |                   |
| 21 | 5                  | Бежанија  | Бобан Скерлић | Бобан Скерлић и Кристина Ђуковић | 22. октобар 2022. |
| Породице, пријатељи и жене криминалаца су под притиском да одају своје везе члановима клана. Сваки припадник клана има своје страхове и сумње...                                                           |                    |           |               |                                  |                   |
| 22 | 6                  | Мамац     | Бобан Скерлић | Бобан Скерлић и Кристина Ђуковић | 23. октобар 2022. |
| Полицијски специјалци су под притиском да се одрекну момака који су помагали клану. Специјална јединица полиције добија још трагова о томе где се преостали криминалци налазе...                           |                    |           |               |                                  |                   |
| 23 | 7                  | Гулаш     | Бобан Скерлић | Бобан Скерлић и Кристина Ђуковић | 29. октобар 2022. |
| Похапшени су скоро сви помагачи клана. Притисак на оне који се још увек скривају све је већи. Неки чланови клана то тешко подносе и почињу да праве грешке...                                              |                    |           |               |                                  |                   |
| 24 | 8                  | Браћа     | Бобан Скерлић | Бобан Скерлић и Кристина Ђуковић | 30. октобар 2022. |
| Чланови Клана, један по један, бивају ухваћени. Сви трагови воде полицију до шефова - Шока и Паше. Али они су до краја заједно у овоме. Имају инстинкт за преживљавање. Али ипак, улози су високи...       |                    |           |               |                                  |                   |